# Zum Berzberg 13 (Berzbuir)

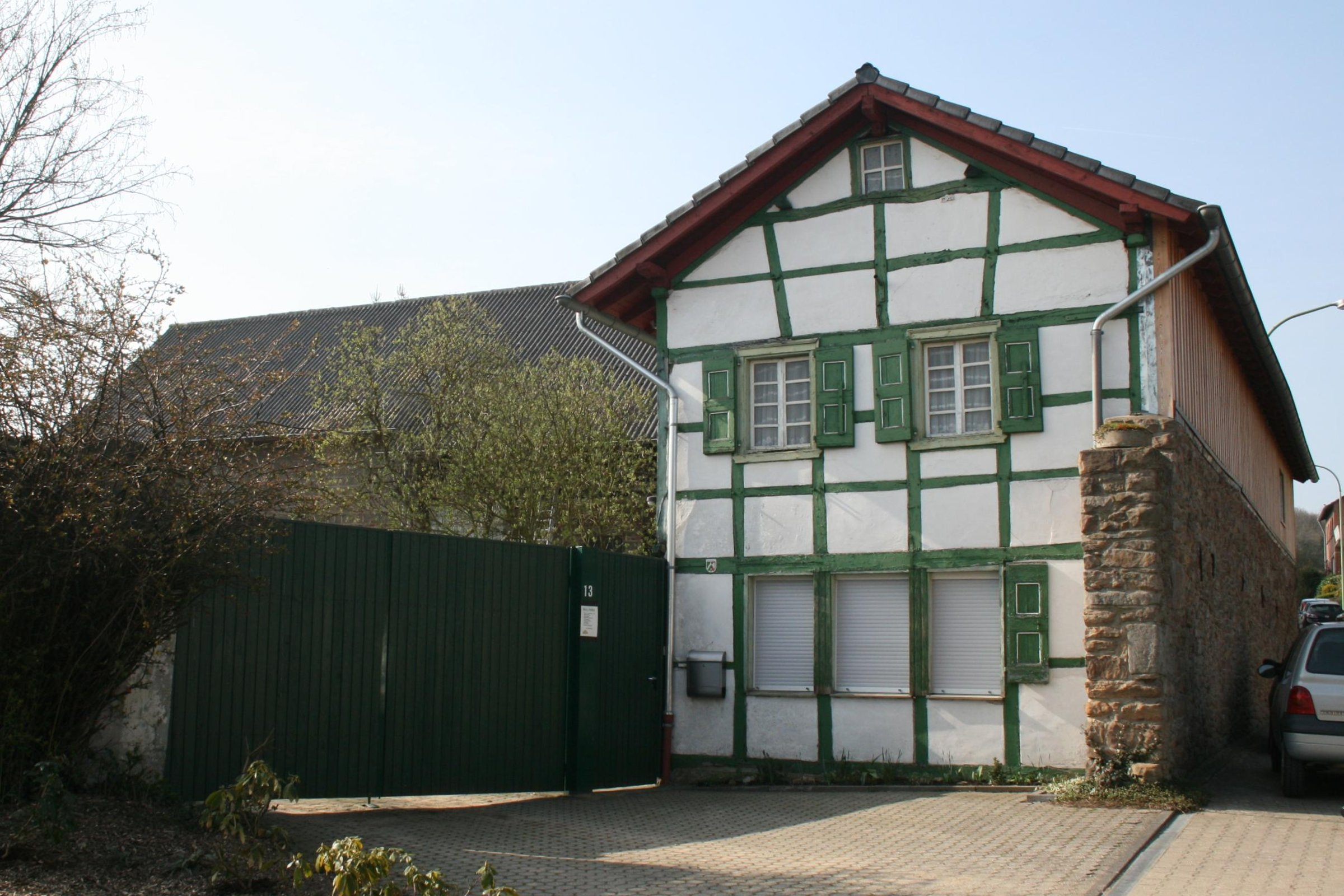

Das Gebäude Zum Berzberg 13 befindet sich im Dürener Stadtteil Berzbuir in Nordrhein-Westfalen. 
Das Haus wurde im 18. Jahrhundert erbaut. 
Es handelt sich um das Wohnhaus und den Stalltrakt eines ehemaligen Winkelhofes. Straßenseitig steht Fachwerk auf einer hohen Bruchsteinmauer. Die Fenster im Erdgeschoss der Giebelseite sind verändert worden. Auf dem Haus steht ein Satteldach.
Das Bauwerk ist unter Nr. 3/016 in die Denkmalliste der Stadt Düren eingetragen.